# Getafe Club de Fútbol "B"
El Getafe Club de Fútbol "B" es un equipo de fútbol de España de la ciudad de Getafe, en la provincia de Madrid, filial del Getafe C. F., y que actualmente milita en la Segunda Federación. Fue fundado por primera vez el 1 de septiembre de 1975 como Club Getafe Promesas.

## Historia
Nace al igual que el primer equipo, en 1983 (41 años) con el nombre de Getafe Club de Fútbol Promesas. Heredero del Club Getafe Promesas, fundado en 1975 (49 años), y que llegó a disputar varias temporadas en distintas categorías de regional. Tras varios años en las categorías regionales logra ascender por primera vez a Tercera División en la temporada 1993-94, aunque solo disputa la temporada 1994-95. Años después volvería a Tercera para permanecer tres temporadas, desde la 1998-99 hasta la 2000-01, aunque en malas posiciones.
El equipo volvió a ascender a Tercera al finalizar la temporada 2003-04 como campeón del grupo 2 de Regional Preferente. Al igual que el primer equipo, el Getafe B mantuvo una buena racha de resultados desde entonces, quedando varios años en los puestos que permiten disputar la promoción de ascenso a Segunda División B. El filial getafense certificó su ascenso a la división de bronce en la temporada 2009-10.
División en la que se mantuvo hasta la temporada 2015-16, descendiendo a Tercera debido a su última posición en la clasificación final.
El equipo jugó en la cuarta categoría del fútbol español hasta la temporada 2018-19, en la que consiguió, de nuevo, ascender a Segunda B, quedando como campeón del Grupo VII y jugando la promoción de ascenso contra el Club Deportivo Lealtad de Villaviciosa.

## Datos del club
- Temporadas en 1.ª: 0
- Temporadas en 2.ª: 0
- Temporadas en Primera Federación: 0
- Temporadas en Segunda Federación: 2
- Debut en Segunda Federación: 2023-24
- Temporadas en 2ªB: 8
- Debut en 2ªB: 2010-11
- Temporadas en Tercera Federación: 2
- Debut en Tercera Federación: 2021-22
- Temporadas en 3.ª: 13
- Debut en 3.ª: 1994-95
- Temporadas en Regional Preferente de Madrid: 8
- Debut en Regional Preferente de Madrid: 1987-88
- Temporadas en Primera Regional de Madrid: 1
- Debut en Primera Regional de Madrid: 1992-93
- Temporadas en 1.ª Regional Ordinaria Castellana: 1
- Debut en 1.ª Regional Ordinaria Castellana: 1986-87
- Temporadas en Segunda Regional de Madrid: 2
- Debut en Segunda Regional de Madrid: 1988-89
- Temporadas en 2.ª Regional Ordinaria Castellana: 4
- Debut en 2.ª Regional Ordinaria Castellana: 1977-78
- Temporadas en Tercera Regional de Madrid: 1
- Debut en Tercera Regional de Madrid: 1990-91
- Temporadas en 3.ª Regional Preferente Castellana: 4
- Debut en 3.ª Regional Preferente Castellana: 1976-77
- Temporadas en 3.ª Regional Ordinaria Castellana: 2
- Debut en 3.ª Regional Ordinaria Castellana: 1975-76

- Temporadas inactivo (2): 1981-82 y 1989-1990

- Mejor puesto en la liga: 4.º en Segunda Federación (Grupo V), temporada 2023-24.
- Peor puesto en la liga: 1.º en la 3.ª Regional Ordinaria Castellana temporada 1975-76 (Grupo 1) y en la temporada 1983-84 (Grupo 2).

### Nombres adoptados
A continuación se listan las distintas denominaciones de las que ha dispuesto el equipo durante su historia:
- Fundación:
  - Club Getafe Promesas (1975-1982)
  - Club Deportivo Getafe Promesas (1982-1983)

- Refundación:
  - Getafe Club de Fútbol Promesas (1983-1990)
  - Getafe Club de Fútbol "B" (1990-1996)
  - Getafe Club de Fútbol S.A.D. "B" (1996-Actualidad)

## Símbolos

### Escudo
El  Escudo Oficial del Club es una adaptación del escudo de la localidad sobre un aro de color azul con el nombre del equipo y coronando con un balón de fútbol.

### Himno
¡Oh! Getafe Club de Fútbol

siempre alcanzas la victoria,

y tus triunfos son motivo

que te llevan a la gloria.
En tu juego la nobleza

va unida a la gallardía,

es tu emblema la hidalguía

es tu emblema la hidalguía

y tu escudo es el valor.
Lucha Getafe con gallardía

tus jugadores leones son,

y cuando avanzas exclaman todos

viva el Getafe que es el mejor.
Sigue la ruta que hasta ahora llevas

llena de triunfos, honra y honor,

hasta que todos decirte puedan

viva el Getafe que es campeón.
A la lucha por la gloria

va el Getafe Club de Fútbol,

y va formando su historia

con triunfos para el futuro
Sus defensas y portero

forman valla infranqueable,

sus medios y delanteros

sus medios y delanteros

son de empuje arrollador.
Lucha Getafe con gallardía

tus jugadores leones son,

y cuando avanzas exclaman todos

viva el Getafe que es el mejor.
Sigue la ruta que hasta ahora llevas

llena de triunfos, honra y honor,

hasta que todos decirte puedan

viva el Getafe que es campeón.
¡Campeón!

El himno del Getafe CF es una adaptación de Mariano Moreno Quirós del himno escrito por Manuel Bengoa, periodista y uno de los fundadores del Club Getafe Deportivo en el año 1923. La música utilizada por aquel entonces era la del Canto a la Espada de la zarzuela El Huésped del sevillano.
«Oh, Getafe Deportivo,

siempre alcanzas la victoria

y tus triunfos son motivo

que te llevan a la gloria»

#### Otros himnos
Aparte del himno oficial existen varias canciones de grupos musicales, que son homenaje al Getafe Club de Fútbol y que son utilizadas como himnos alternativos del equipo.
- ¡Vamos Getafe! del grupo ferrolano Los Limones que con motivo de la primera final de copa del rey que disputó el equipo en 2007 fue compuesto a petición de la cadena de radio Onda Madrid.
- Marea azul del grupo getafense de rock Listea.
- Teñirse de azul del grupo heavy de Getafe Discípulos de Salieri.
- Los humildes al poder compuesto e interpretado por el artista getafense Fernando Sierra.
- Getafe C. F. compuesta por el grupo de rap Mar Negro.

## Uniforme
El color del uniforme principal es el azul oscuro o azulón, similar al de la ropa profesional utilizada en la construcción o las fábricas. Otra versión, sin embargo, apunta al color del manto de la Virgen de los Ángeles, santa patrona de Getafe. Estos colores eran los utilizados por el desaparecido Club Getafe Deportivo fundado en 1923.
Normalmente la segunda equipación ha sido enteramente de color rojo, aunque en distintas temporadas se ha optado por otros colores diferentes.

### Uniforme Temporada 2025–26[9]
- Uniforme titular: Camiseta, pantalón y medias color azul. Doble línea en el lado izquierdo del frontal con los colores de las otras dos equipaciones. Mismo detalle en cuello, mangas y medias. El diseño de la camiseta es homenaje a la equipación de la primera participación en competición europea.
- Segundo uniforme: Camiseta, pantalón y medias color rojo. Doble línea en el lado izquierdo del frontal con los colores de las otras dos equipaciones. Mismo detalle en cuello, mangas y medias.
- Tercer uniforme: Camiseta, pantalón y medias color amarillo. Doble línea en el lado izquierdo del frontal con los colores de las otras dos equipaciones. Mismo detalle en cuello, mangas y medias.

La firma deportiva oficial durante la temporada 2025-26 es Joma, mientras que los patrocinadores que tienen publicidad en el uniforme, son: Tecnocasa Group, ODTY News, Lowi, y Mapei.

### Evolución del uniforme
| 2008-09 | 2009-10 | 2010-11 | 2011-12 | 2012-13 |
| 2013-14 | 2014-15 | 2015-16 | 2016-17 | 2017-18 |
| 2018-19 | 2019-20 | 2020-21 | 2021-22 | 2022-23 |
| 2023-24 | 2024-25 | 2025-26 |         |         |

## Estadio
El filial getafense juega, normalmente, como local en la Ciudad Deportiva Fernando Santos de la Parra, con capacidad para 1.500 espectadores. El estadio se encuentra a escasos metros del Coliseum, donde también ha disputado algún partido oficial.

## Organigrama deportivo
```
Leyenda
 
* 
Canterano
: 

* 
Pasaporte europeo
: 

* 
Extracomunitario sin restricción
: 

* Extracomunitario: 
```

ª Jugadores que tienen ficha de Juvenil y han sido convocados, en algún partido oficial, con el Getafe "B".
- Como exige la Norma Reguladora de la RFEF para Segunda Federación. Los dorsales de los futbolistas se comprenderán entre los números 1 y 25, reservando el 1 y el 13 para los guardametas. Los jugadores que eventualmente puedan disputar partidos por su condición de pertenecer a equipos filiales o dependientes deberán de portar un dorsal fijo a partir del número 26 en cada uno de los partidos que intervenga.[16]
- Los equipos de la Segunda Federación no están limitados a tener en la plantilla un número máximo de jugadores sin pasaporte de la Unión Europea o comunitarios B. La lista incluye sólo la principal nacionalidad de cada jugador, algunos de los jugadores no europeos tienen doble nacionalidad de algún país de la UE:
  - Yassin Tallal posee la doble nacionalidad marroquí y española.

### Altas 2025-26
Actualizado el 13 de agosto de 2025
| Altas              |                |                          |                  |       |
| Jugador            | Posición       | Procedencia              | Tipo             | Coste |
| Alonso Bragado     | Defensa        | C. D. Coria              | Vuelta de cesión |       |
| "Tito" Cordero     | Defensa        | Recreativo Granada       | Vuelta de cesión |       |
| Guillem Trilla     | Defensa        | Gerona F. C. "B"         | Vuelta de cesión |       |
| Alejandro Herranz  | Defensa        | Utebo F. C.              | Vuelta de cesión |       |
| Martín Cuéllar     | Delantero      | Getafe C. F. Juvenil "A" | Promoción        |       |
| Joselu Pérez       | Delantero      | Valencia Mestalla        | Libre            |       |
| Ivan Surkov        | Defensa        | C. D. Hospitalet         |                  |       |
| Mykyta Alexandrov  | Delantero      | Villarreal C. F. "C"     | Libre            |       |
| Boubacar Ba Ba     | Delantero      | C. D. Diocesano          | Libre            |       |
| Carlos León        | Delantero      | Balompédica Linense      | Libre            |       |
| Marc Vilaplana     | Defensa        | U. D. Cornellá           | Libre            |       |
| Hugo Solozábal     | Centrocampista | C. D. Leganés "B"        | Libre            |       |
| Lucas Laso         | Defensa        | C. D. Numancia           | Libre            |       |
| Djordjije Medenica | Portero        | Getafe C. F. Juvenil "A" | Promoción        |       |
| Diego Ferrer       | Portero        | Getafe C. F. Juvenil "A" | Promoción        |       |
| Álvaro Peregrina   | Defensa        | S. D. Huesca "B"         | Libre            |       |
| Adrià Mora         | Defensa        | Gerona F. C. "B"         | Libre            |       |
| Israel Motos       | Centrocampista | Getafe C. F. Juvenil "B" | Promoción        |       |
| Sebas              | Centrocampista | Getafe C. F. Juvenil "B" | Promoción        |       |
| Adrián Riquelme    | Centrocampista | Getafe C. F. Juvenil "A" | Promoción        |       |
| Javi Jiménez       | Centrocampista | Getafe C. F. Juvenil "A" | Promoción        |       |
| Antonio Molina     | Delantero      | Córdoba C.F. "B"         | Traspaso         |       |
| Jorge Montes       | Defensa        | Sporting Atlético        | Libre            |       |

### Bajas 2025-26
Actualizado el 8 de agosto de 2025
| Bajas               |                |                          |                 |       |
| Jugador             | Posición       | Destino                  | Tipo            | Cobro |
| Nico Conesa         | Centrocampista | Pontevedra C. F.         | Fin de contrato |       |
| Abdoulaye Keita     | Centrocampista | S. D. Ponferradina       | Fin de contrato |       |
| Facu Esnáider       | Centrocampista | Tlaxcala F. C.           | Fin de contrato |       |
| Gonzalo Calçada     | Delantero      | C. F. Estrela da Amadora | Fin de contrato |       |
| Rafa Diz            | Centrocampista | Antequera C. F.          | Fin de contrato |       |
| Lluis Tarrés        | Portero        | Bandera de ?             | Fin de contrato |       |
| Álex García         | Defensa        | Rayo Majadahonda         | Fin de contrato |       |
| Adrián Quintela     | Portero        | C. D. Toledo             | Fin de contrato |       |
| David Argüelles     | Defensa        | Bandera de ?             | Fin de contrato |       |
| Jacobo Alcalde      | Delantero      | FC SKA-Jabárovsk         | Fin de contrato |       |
| Jeremy Jorge        | Centrocampista | C. D. Tenerife           | Fin de contrato |       |
| Adrián Trespalacios | Defensa        | Bandera de ?             | Fin de contrato |       |
| Coba da Costa       | Delantero      | Getafe C. F.             | Promoción       |       |
| Alejandro Herranz   | Defensa        | Atlético Levante         | Libre           |       |
| Ismael Fernández    | Delantero      | C. F. Fuenlabrada        |                 |       |
| "Pochito"           | Centrocampista | C. F. Intercity          |                 |       |
| Luca Lörh           | Defensa        | F. C. Cartagena          |                 |       |

### Jugadores con más partidos
Actualizado el 18 de mayo de 2025.
Se muestran datos de todas las categorías nacionales, incluyendo las fases de ascenso y permanencia. No se incluyen competiciones regionales, a no ser que se indique lo contrario.
En negrita jugadores que están en el equipo.
| Pos. | Jugador                | Partidos |
| ---- | ---------------------- | -------- |
| 1.°  | José Antonio Miranda   | 132*     |
| 2.°  | Antonio Vargas Jiménez | 121*     |
| 3.°  | Nico Conesa            | 101      |
| 4.°  | Diego López            | 101      |
| 5.°  | Rafa Diz               | 98       |
| 6.°  | Miguel Acosta Mateos   | 97*      |
| 7.°  | Álex Rodríguez         | 94       |
| 8.°  | Ángel Sánchez Arévalo  | 91*      |
| 9.°  | John Patrick           | 88       |
| 10.° | Santi García           | 86       |

(*) Se incluyen tres partidos de la Copa RFFM de 3.ª División 2018-19.

### Jugadores con más goles
Actualizado el 27 de abril de 2025.
Se muestran datos de todas las categorías nacionales, incluyendo las fases de ascenso y permanencia. No se incluyen competiciones regionales, a no ser que se indique lo contrario.
En negrita jugadores que están en el equipo.
| Pos. | Jugador                 | Goles |
| ---- | ----------------------- | ----- |
| 1 °  | Hugo Duro               | 37    |
| 2.°  | José Antonio Miranda    | 24    |
| 3.º  | Santi García            | 21    |
| 4.°  | Gonzalo Calçada         | 21    |
| 5.°  | Diego López             | 18    |
| 6.°  | Mikel Orbegozo Orbegozo | 16    |
| 7.°  | Abdoulaye Keita         | 16    |
| 8.°  | Jon Uriarte Ruiz        | 15    |
| 9.°  | Antonio Vargas Jiménez  | 15*   |
| 10.° | Ángel Sánchez Arévalo   | 15    |

(*) Se incluyen dos goles en Copa RFFM de 3.ª División 2018-19.

## Entrenadores
| Temporadas | Entrenadores                                         |
| ---------- | ---------------------------------------------------- |
| 1975/1981  | Bandera de ?                                         |
| 1981/1982  | INACTIVO                                             |
| 1982/1989  | Bandera de ?                                         |
| 1989/1990  | INACTIVO                                             |
| 1990/2006  | Bandera de ?                                         |
| 2006/2007  | José Ramón Sandoval                                  |
| 2007/2008  | Ricardo Marcos                                       |
| 2008/2009  | Manuel García Calderón García Rama / Emilio Ferreras |
| 2009/2013  | Emilio Ferreras                                      |
| 2013/2014  | José Francisco Molina / José Manuel Jimeno Roldán    |
| 2014/2015  | Pablo Franco Martín / Mateo Ignacio García Barco     |
| 2015/2016  | José Luis Navarro Fernández / Rubén de la Red        |
| 2016/2017  | Nano Rivas                                           |
| 2017/2018  | David García Cubillo                                 |
| 2018/2019  | Diego Montoya Martín                                 |
| 2019/2020  | Diego Montoya Martín / Emilio Ferreras               |
| 2020/2021  | Emilio Ferreras                                      |
| 2021/2022  | Iván Ruiz García                                     |
| 2022/2023  | Ángel Dongil Martínez / Emilio Ferreras              |
| 2023/2024  | Emilio Ferreras / Gabi Fernández                     |
| 2024/2025  | Gabi Fernández / Javier Baraja                       |
| 2025/2026  | Manu del Moral                                       |

## Palmarés

### Campeonatos nacionales
- Tercera División de España (1): 2018-19 (Grupo VII).[62][63]
- Subcampeón de Tercera División de España (2): 2006-07 (Grupo VII) y 2017-18 (Grupo VII).[64]

### Campeonatos regionales
- Regional Preferente de Madrid (2): 1997-98 (Grupo 2)[65] y 2003-04 (Grupo 2).[66]
- 1.ª Regional Ordinaria Castellana (1): 1986-87 (Grupo 2) (como Getafe C. F. Promesas).[67]
- Segunda Regional de Madrid (1): 1991-92 (Grupo 6).[68]
- Tercera Regional de Madrid (1): 1990-91 (Grupo 8).[69]
- 3.ª Regional Preferente Castellana (1): 1984-85 (Grupo 2) (como Getafe C. F. Promesas).[70]
- 3.ª Regional Ordinaria Castellana (2): 1975-76 (Grupo 1) (como Club Getafe Promesas)[71] y 1983-84 (Grupo 2) (como Getafe C. F. Promesas).[72]
- Subcampeón de la Regional Preferente de Madrid (1): 1993-94 (Grupo 2).[73]
- Subcampeón de la Primera Regional de Madrid (1): 1992-93 (Grupo 3).[74]
- Subcampeón de la Copa RFFM Comunidad de Madrid (1): 1998-99.[75]

### Trofeos amistosos
- Trofeo Ciudad de Pozoblanco (1): 2006.[76]
- Trofeo Villa de Cebolla (1): 2008.[77]
- Trofeo Ayuntamiento de Tomelloso (1): 2009.[78]
- Trofeo Feria de Toledo (2): 2012[79] y 2019.[80]
- Trofeo San Julián (1): 2013.[81]
- Trofeo Villa de Pinto (1): 2014.[82]
- Trofeo IMD (1): 2015.[83]
- Trofeo Virgen del Consuelo (1): 2016.[84]
- Trofeo del Ajo (1): 2017.[85]
- Trofeo Diputación de Segovia (1): 2019.[86]
- Copa Metalfence (1): 2022.[87]
- Trofeo Cristo de la Salud (1): 2022.[88]
- Trofeo Toribio Santos (1): 2023.[89]

### Premios individuales
- Trofeo Fútbol Draft: Oro 2018  Hugo Duro.[90]
- Premio de la Real Federación de Fútbol de Madrid: Premio al Mérito Deportivo Mejor Delegado Club 2022  Antonio Francisco López Gil, "Chiqui".[91]
- Premios AFE: Premio al mejor jugador del Gr. VII de 3.ª RFEF la temporada 2022-23  Santi García.[92]

## Trayectoria
| Temporada | Categoría                                    | puesto     | Notas |
| --------- | -------------------------------------------- | ---------- | --- |
| 1975-76   | 3.ª Regional Ordinaria Castellana (Grupo 1)  | Campeón    | Fundación del Club Getafe Promesas el 1 de septiembre de 1975. Ascenso a 3.ª Regional Preferente Castellana.              |
| 1976-77   | 3.ª Regional Preferente Castellana (Grupo 1) | 3.º        | Ascenso a 2.ª Regional Ordinaria Castellana.                                                                              |
| 1977-78   | 2.ª Regional Ordinaria Castellana (Grupo 1)  | 8.º        | |
| 1978-79   | 2.ª Regional Ordinaria Castellana (Grupo 1)  | 18.º       | Descenso a 3.ª Regional Preferente Castellana.                                                                            |
| 1979-80   | 3.ª Regional Preferente Castellana (Grupo 2) | 6.º        | |
| 1980-81   | 3.ª Regional Preferente Castellana (Grupo 1) | 18.º       | Retirado de la competición.                                                                                               |
| 1981-82   |                                              |            | Inactivo |
| 1982-83   | 2.ª Regional Ordinaria Castellana (Grupo 1)  | 5.º        | Como Club Deportivo Getafe Promesas.                                                                                      |
| 1983-84   | 3.ª Regional Ordinaria Castellana (Grupo 2)  | Campeón    | Como Getafe Club de Fútbol Promesas. Ascenso a 3.ª Regional Preferente Castellana.                                        |
| 1984-85   | 3.ª Regional Preferente Castellana (Grupo 2) | Campeón    | Ascenso a 2.ª Regional Ordinaria Castellana.                                                                              |
| 1985-86   | 2.ª Regional Ordinaria Castellana (Grupo 2)  | 3.º        | Ascenso a 1.ª Regional Ordinaria Castellana.                                                                              |
| 1986-87   | 1.ª Regional Ordinaria Castellana (Grupo 2)  | Campeón    | Ascenso a la Regional Preferente de Madrid.                                                                               |
| 1987-88   | Regional Prefetente de Madrid (Grupo 1)      | 5.º        | Renunció a la categoría; descenso administrativo a la 2.ª Regional de Madrid.                                             |
| 1988-89   | 2.ª Regional de Madrid (Grupo 3)             | 16.º       | Descenso a la 3.ª Regional de Madrid.                                                                                     |
| 1989-90   |                                              |            | Inactivo |
| 1990-91   | 3.ª Regional de Madrid (Grupo 8)             | Campeón    | Como Getafe Club de Fútbol "B". Ascenso a la 2.ª Regional de Madrid.                                                      |
| 1991-92   | 2.ª Regional de Madrid (Grupo 6)             | Campeón    | Ascenso a la 1.ª Regional de Madrid.                                                                                      |
| 1992-93   | 1.ª Regional de Madrid (Grupo 3)             | Subcampeón | Ascenso a la Regional Preferente de Madrid.                                                                               |
| 1993-94   | Regional Preferente de Madrid (Grupo 2)      | Subcampeón | Ascenso a la 3.ª División de España.                                                                                      |
| 1994-95   | 3.ª División (Grupo VII)                     | 18.º       | Descenso a la Regional Preferente de Madrid.                                                                              |
| 1995-96   | Regional Preferente de Madrid (Grupo 2)      | 5.º        | |
| 1996-97   | Regional Preferente de Madrid (Grupo 2)      | 8.º        | |
| 1997-98   | Regional Preferente de Madrid (Grupo 2)      | Campeón    | Participación en la Copa RFEF (Fase Regional de Madrid), eliminado. Ascenso a 3.ª División de España.                     |
| 1998-99   | 3.ª División (Grupo VII)                     | 17.º       | Subcampeón de la Copa RFFM Comunidad de Madrid                                                                            |
| 1999-00   | 3.ª División (Grupo VII)                     | 14.º       | |
| 2000-01   | 3.ª División (Grupo VII)                     | 18.º       | Participación en la Copa RFEF (Fase Regional de Madrid), eliminado. Descenso a la Regional Preferente de Madrid.          |
| 2001-02   | Regional Preferente de Madrid (Grupo 2)      | 6.º        | |
| 2002-03   | Regional Preferente de Madrid (Grupo 2)      | 8.º        | |
| 2003-04   | Regional Preferente de Madrid (Grupo 2)      | Campeón    | Ascenso a 3.ª División de España.                                                                                         |
| 2004-05   | 3.ª División (Grupo VII)                     | 9.º        | |
| 2005-06   | 3.ª División (Grupo VII)                     | 4.º        | Promoción de Ascenso a 2.ªB, eliminado por la Gimnástica Segoviana.                                                       |
| 2006-07   | 3.ª División (Grupo VII)                     | Subcampeón | Promoción de Ascenso a 2.ªB, eliminado por el Andorra C. F.                                                               |
| 2007-08   | 3.ª División (Grupo VII)                     | 5.º        | |
| 2008-09   | 3.ª División (Grupo VII)                     | 6.º        | |
| 2009-10   | 3.ª División (Grupo VII)                     | 3.º        | Promoción y ascenso a 2.ªB.                                                                                               |
| 2010-11   | 2.ª División "B" (Grupo I)                   | 7.º        | |
| 2011-12   | 2.ª División "B" (Grupo I)                   | 8.º        | |
| 2012-13   | 2.ª División "B" (Grupo I)                   | 10.º       | |
| 2013-14   | 2.ª División "B" (Grupo II)                  | 14.º       | |
| 2014-15   | 2.ª División "B" (Grupo II)                  | 11.º       | |
| 2015-16   | 2.ª División "B" (Grupo II)                  | 20.º       | Descenso a 3.ª División de España.                                                                                        |
| 2016-17   | 3.ª División (Grupo VII)                     | 6.º        | |
| 2017-18   | 3.ª División (Grupo VII)                     | Subcampeón | Promoción de Ascenso a 2.ªB, eliminado por la U. D. Ibiza. Clasificado para la Copa RFFM de 3.ª División 2018-19.         |
| 2018-19   | 3.ª División (Grupo VII)                     | Campeón    | Participación en la Copa RFFM de 3.ª División 2018-19, eliminado en la fase de grupos. Promoción y ascenso a 2.ªB.        |
| 2019-20   | 2.ª División "B" (Grupo I)                   | 19.º       | Finalización del campeonato sin descensos.                                                                                |
| 2020-21   | 2.ª División "B" (Grupo V)                   | 17.°       | Descenso a 3.ª Federación.                                                                                                |
| 2021-22   | 3.ª Federación (Grupo VII)                   | 8.°        | Clasificado para la Copa RFFM de 3.ª División 2022-23.                                                                    |
| 2022-23   | 3.ª Federación (Grupo VII)                   | 3.°        | La Federación no organizó la Copa RFFM de 3.ª División 2022-23 por falta de fechas. Promoción y ascenso a 2.ª Federación. |
| 2023-24   | 2.ª Federación (Grupo V)                     | 4.°        | Promoción de Ascenso a 1.ª Federación, eliminado por el Marbella F. C.                                                    |
| 2024-25   | 2.ª Federación (Grupo V)                     | 5.°        | Promoción de Ascenso a 1.ª Federación, eliminado por el C. D Numancia.                                                    |
| 2025-26   | 2.ª Federación (Grupo V)                     |            | |
| Temporada | Categoría                                    | puesto     | Notas |